# Pitao-Pezee
Pitao-Pezee o Pitao-Peeze (in lingua zapoteca, "abbondanti presagi") (nel calendario Bexu) o Lexee o Lera acuece era la divinità zapoteca degli stregoni e dei ladri.